# 圆孔衣科
圆孔衣科（学名：Mycoporaceae）也称圆孔腔菌科，为格孢菌目的一科真菌。

## 下属分类
- Bottaria
- 圆孔衣属 Mycoporum